# Молекулярное облако

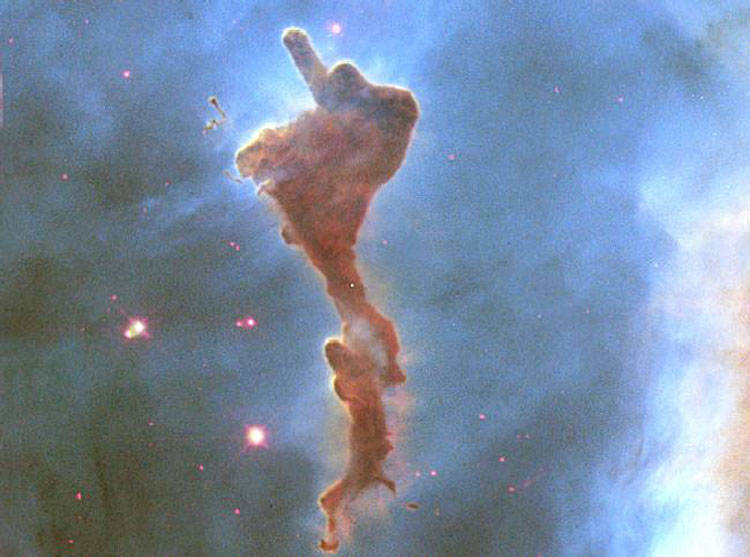
В течение нескольких миллионов лет свет от ярких звёзд разрушит это молекулярное облако газа и пыли. Облако отделилось от туманности Киля. Вблизи видны недавно сформированные звезды, их изображения окрашены в красный цвет, так как синий свет рассеивается пылью. Это изображение охватывает приблизительно два световых года и было сделано орбитальным космическим телескопом «Хаббл» в 1999 году.

Молекулярное облако, иногда называемое также звёздная колыбель (в случае, если в нём рождаются звёзды), — тип межзвёздного облака, чья плотность и размер позволяют в нём образовываться молекулам, обычно водорода (H2).
Молекулярный водород трудно зарегистрировать при помощи инфракрасных или радионаблюдений, поэтому для определения наличия H2 используют другую молекулу — CO (монооксид углерода). Соотношение между светимостью CO и массой H2, как полагают, остаётся постоянным, хотя есть причины сомневаться в правдивости этого в некоторых галактиках.
Значительный размер и масса молекулярного облака приводит к эффекту гравитационной неустойчивости, из-за которого плотность вещества внутри облака становится неравномерной. В областях с повышенной плотностью при определённых условиях вещество начинает сближаться. Сближение может приобрести такую силу и скорость, что происходит гравитационный коллапс, следствием которого может стать образование новой звезды.

## Наблюдения
В пределах нашей галактики количество молекулярного газа составляет менее одного процента объёма межзвёздной среды. В то же время это самая плотная её составляющая, включающая примерно половину всей газовой массы в пределах галактической орбиты Солнца. Большая часть молекулярного газа содержится в молекулярном кольце между 3,5 и 7,5 килопарсек от центра галактики (Солнце находится в 8,5 килопарсек от центра).
Крупномасштабные карты распределения угарного газа в нашей галактике показывают, что положение этого газа коррелирует с её спиральными рукавами. То, что молекулярный газ находится в основном в спиральных рукавах, не согласуется с тем, что молекулярные облака должны формироваться и распадаться в короткий промежуток времени — меньше 10 миллионов лет — времени, которое требуется для вещества, чтобы пройти через область рукава.
Если брать вертикальное сечение, молекулярный газ занимает узкую среднюю плоскость галактического диска с характерной шкалой высот, Z, приблизительно 50—75 парсек, много тоньше чем тёплый атомный (Z=130—400 пк) и тёплый ионизированный (Z=1000 пк) газовые компоненты межзвёздной среды. Области H II являются исключениями для ионизированного газового распределения, поскольку сами представляют собой пузыри горячего ионизированного газа, созданного в молекулярных облаках интенсивной радиацией, испущенной молодыми массивными звёздами и поэтому у них приблизительно такое же вертикальное распределение как у молекулярного газа.
Это гладкое распределение молекулярного газа усреднено по большим расстояниям, однако мелкомасштабное распределение газа очень нерегулярно и большей частью он сконцентрирован в дискретных облаках и комплексах облаков.

## Типы молекулярных облаков

### Гигантские молекулярные облака
Обширные области молекулярного газа с массами 104—106 солнечных масс называются гигантскими молекулярными облаками (ГМО). Облака могут достигнуть десятков парсек в диаметре и иметь среднюю плотность 102—103 частиц в кубическом сантиметре (средняя плотность вблизи Солнца — одна частица в кубическом сантиметре). Подструктура в пределах этих облаков состоит из сложных переплетений нитей, листов, пузырей, и нерегулярных глыб.
Самые плотные части нитей и глыб называют «молекулярными ядрами», а молекулярные ядра с максимальной плотностью (больше 104—106 частиц в кубическом сантиметре), соответственно, «плотными молекулярными ядрами». При наблюдениях молекулярные ядра связывают с угарным газом, а плотные ядра — с аммиаком. Концентрация пыли в пределах молекулярных ядер обычно достаточна, чтобы поглощать свет от дальних звёзд таким образом, чтобы они выглядели как тёмные туманности.
ГМО настолько огромны, что локально они могут закрывать значительную часть созвездия, в связи с чем на них ссылаются с упоминанием этого созвездия, например, Облако Ориона или Облако Тельца. Эти локальные ГМО выстраиваются в кольцо вокруг солнца, называемое поясом Гулда. Самая массивная коллекция молекулярных облаков в галактике, комплекс Стрелец B2, формирует кольцо вокруг галактического центра в радиусе 120 парсек. Область созвездия Стрельца богата химическими элементами и часто используется астрономами, ищущими новые молекулы в межзвёздном пространстве, как образец.

### Маленькие молекулярные облака
Изолированные гравитационно связанные маленькие молекулярные облака с массами меньше чем несколько сотен масс Солнца называют глобулой Бока. Самые плотные части маленьких молекулярных облаков эквивалентны молекулярным ядрам, найденным в гигантских молекулярных облаках и часто включаются в те же самые исследования.

### Высокоширотные диффузные молекулярные облака
В 1984 году IRAS идентифицировал новый тип диффузного молекулярного облака. Они были диффузными волокнистыми облаками, которые видимы при высокой галактической широте (выглядывающий из плоскости галактического диска). У этих облаков была типичная плотность 30 частиц в кубическом сантиметре.